# 13480 Potapov
13480 Potapov eller 1978 PX3 är en asteroid i huvudbältet som upptäcktes den 9 augusti 1978 av det rysk-sovjetiska astronomparet Nikolaj och Ljudmila Tjernych vid Krims astrofysiska observatorium på Krim. Den har fått sitt namn efter den ryske målaren Mikhail Mikhailovich Potapov.
Den tillhör asteroidgruppen Flora.